# مروان طوباسي
مروان إميل ميخائيل طوباسي (وُلد في 18 أكتوبر 1959 في القدس) سياسي، ودبلوماسي واقتصادي من فلسطيني. عمل محافظًا لمحافظة طوباس وسفيرًا لدولة فلسطين لدى اليونان.

## التحصيل العلمي
درس طوباسي علم الاقتصاد وإدارة الأعمال في جامعة بيرزيت وتخرج منها عام 1984 حاصلًا على درجة البكالوريوس. عاد عام 2002 ودرس ماجستير العلاقات الدولية في الجامعة.

## المناصب
في 14 مايو 2000، عُين طوباسي مديرًا عامًا في وزارة الأوقاف والشؤون الدينية وكلفه الرئيس الفلسطيني ياسر عرفات بإنشاء دائرة الشؤون المسيحية. وفي 14 مايو 2003، صار طوباسي وكيلًا مساعدًا في وزارة الأوقاف والشؤون الدينية.
في 23 مارس 2006، نُقل طوباسي بقرار من الرئيس الفلسطيني محمود عباس إلى وزارة السياحة والآثار وعُين وكيلًا لها. وفي 5 مارس 2009، عُين عضوًا في مجلس إدارة الهيئة الإسلامية المسيحية لنصرة القدس والمقدسات.
في 11 أبريل 2010، عُين محافظًا لمحافظة طوباس.

### سفير فلسطين لدى اليونان
في 26 أغسطس 2013، عُين سفيرًا لدولة فلسطين لدى اليونان.
في 18 أكتوبر 2013، سلم أوراق اعتماده إلى الرئيس اليوناني كارولوس بابولياس.
يُعد منذ عام 2016 عميدًا للسلك الدبلوماسي العربي في اليونان.
في 17 أغسطس 2021، انتقد توفيق الطيراوي المفوض العام للمنظمات الشعبية في منظمة التحرير الفلسطينية ممارسات للسفير طوباسي ضد الاتحاد العام لعمال فلسطين - فرع اليونان، كما طالب الرئيس الفلسطيني بوضع حد له.
في 20 نوفمبر 2021، كرم السفراء العرب لدى اليونان طوباسي لمناسبة انتهاء مهامه.

## أوسمة
في 17 ديسمبر 2021، مَنح وزير الخارجية اليوناني نيكوس ديندياس طوباسي وسام «فينيق الجمهورية من درجة القائد الكبير» بقرار من رئيسة اليونان كاترينا ساكيلاروبولو وذلك لمناسبة انتهاء مهامه.